# Antonio Salieri
Antonio Salieri (født 18. august 1750, død 7. maj 1825) var en italiensk komponist, primært kendt for sine operaer.
Han sad på de mægtigste poster i Wiens musikliv i 50 år, fra 1774 som hofkomponist og 1788 som hofkapelmester.
Hans store musikproduktion (ca. 40 operaer og en del symfonier og messer) har lidt den skæbne at være totalt glemt allerede fra 1800-tallet, selv om han i sin samtid var en af de mest spillede og respekterede komponister. Blandt hans store operaer kan nævnes "Axur, Re d'Ormus" samt "Falstaff", der begge fås i handlen.
Salieri blev gift med Therese von Helferstorfer i 1774 og de fik i alt otte børn.
Der findes ingen brugbare indicier for, at Salieri skulle være skyld i Mozarts død, på trods af at han i vildelse på sit dødsleje har hævdet at han forgiftede Mozart. Der herskede formentlig en klike af italienske spidser i Wiens musikliv i 1780'erne som har set skeptisk på unge komponisters værker (på modersmålet tysk). Til gengæld ved man at Salieri som kapellmeister har dirigeret flere af Mozarts værker samt været medkomponist på en cantate.
Antonio Salieris musik har været så godt som glemt siden hans død, men som person er han holdt i live som morder i Pusjkins drama, Rimskij-Korsakovs opera og til slut i Peter Shaffers skuespil og Miloš Formans film af samme navn, Amadeus.